# Job van den Hurk
Job van den Hurk (Heeze, 11 januari 1985) is neurowetenschapper en televisiepresentator. 

## Biografie
Van den Hurk studeerde psychologie en neurowetenschappen aan Universiteit Maastricht, waar hij in 2013 promoveerde. Hierna werkte hij enkele jaren aan de Katholieke Universiteit Leuven, waar hij onderzoek deed naar het brein van blinde mensen.
Sinds 2020 presenteert Van den Hurk in de rol van de Prof het programma Brainstorm, samen met Janouk Kelderman.